# Ixodes texanus
Ixodes texanus este o specie de căpușe din genul Ixodes, familia Ixodidae, descrisă de Banks în anul 1909. Conform Catalogue of Life specia Ixodes texanus nu are subspecii cunoscute.